# Marion Barron
Marion Barron (ur. 28 marca 1958 w Nigerii) – brytyjska aktorka charakterystyczna.
Głównie znana z ról w serialach telewizyjnych i filmach (m.in. Co ludzie powiedzą? (1990), Screen Two (1985) i Don't Wait Up (1983)).
Wychowywała się w Dumfries w Szkocji, mężatka (mąż Simon), ma dwoje dzieci.

## Filmografia
- 1990-1995:  Co ludzie powiedzą? (Keeping Up Appearances) jako żona wikarego
- 1990: Children Crossing jako siostra
- 1985: Screen Two
- 1984: The Bill
- 1983: Don't Wait Up